# MeetFactory

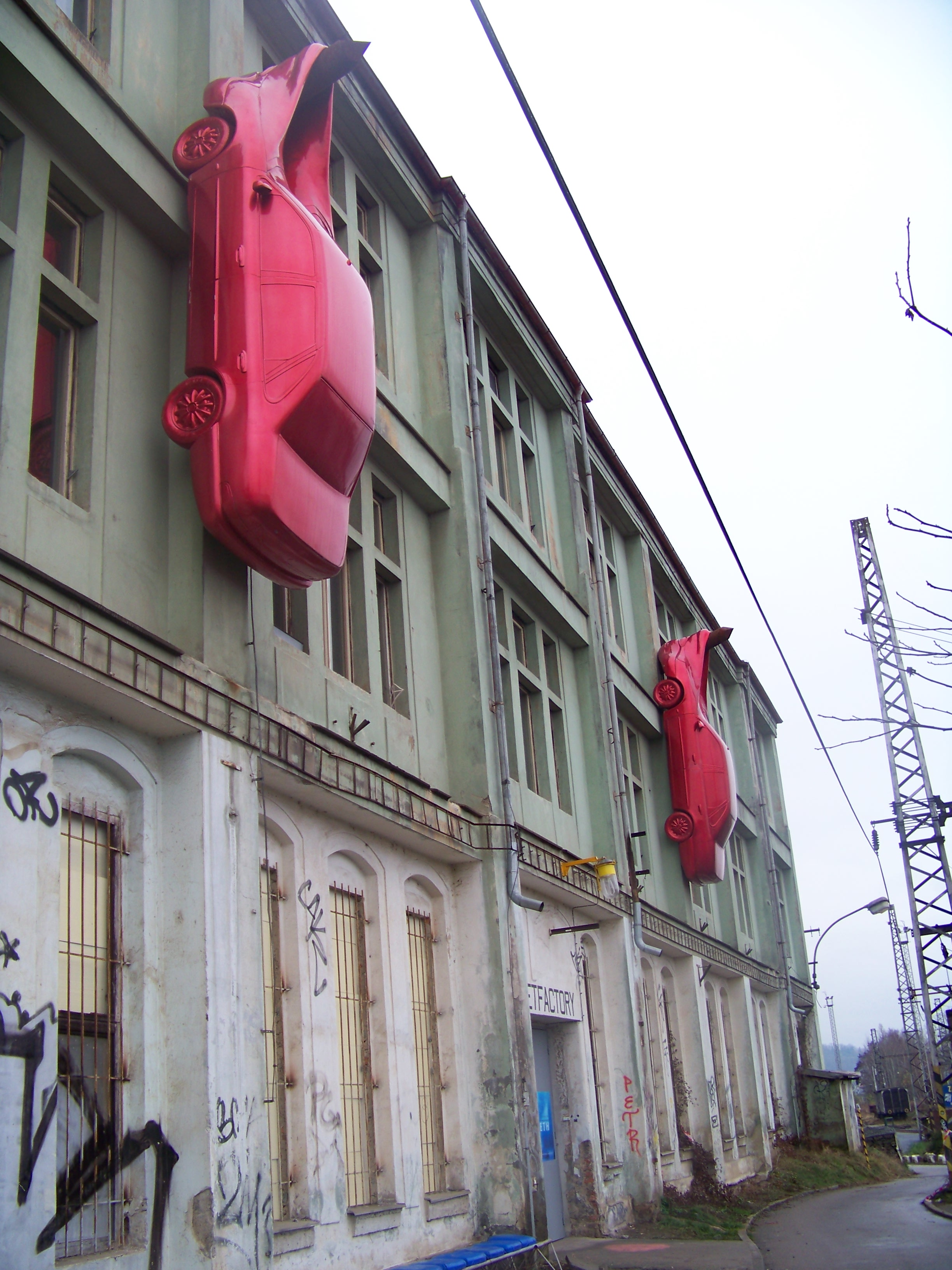
MeetFactory, zavěšená auta Davida Černého

MeetFactory je obecně prospěšná společnost, jejímž cílem je podpora a rozvoj současného umění a jeho zpřístupnění veřejnosti. V roce 2001 společnost založil výtvarník David Černý. Po povodních v roce 2002 se musela MeetFactory rozloučit s továrním objektem v Holešovicích. Po třech letech byl projekt obnoven, opět v industriální budově, a to na Smíchově.

## Historie budovy na Smíchově
Původně továrna na výrobu skla, postavená ve 20. letech minulého století, sloužila jako jedna z posledních budov firmy Inwald, která v Praze působila od roku 1878. Provoz výroby broušeného skla a posléze i známých skleniček Durit byl ukončen roku 1935. Až do přelomu 40. a 50. let továrnu užívala k výrobě dieselových motorů firma Škoda, následovně továrna přešla do správy Československých železnic. V 90. letech byla budova zcela opuštěna, jen krátce sloužila jako zázemí pro dělníky při stavbě tunelu Mrázovka.

## Výstavní program
MeetFactory disponuje dvěma galerijními prostory s vlastní specifickou koncepcí a dramaturgií: Galerií MeetFactory a Galerií Kostka. Prostory Galerií jsou zároveň úzce napojeny na mezinárodní rezidenční program, hudební (od března 2010) a divadelní produkci, které MeetFactory hostí pod jednou střechou.